# Löszbaba

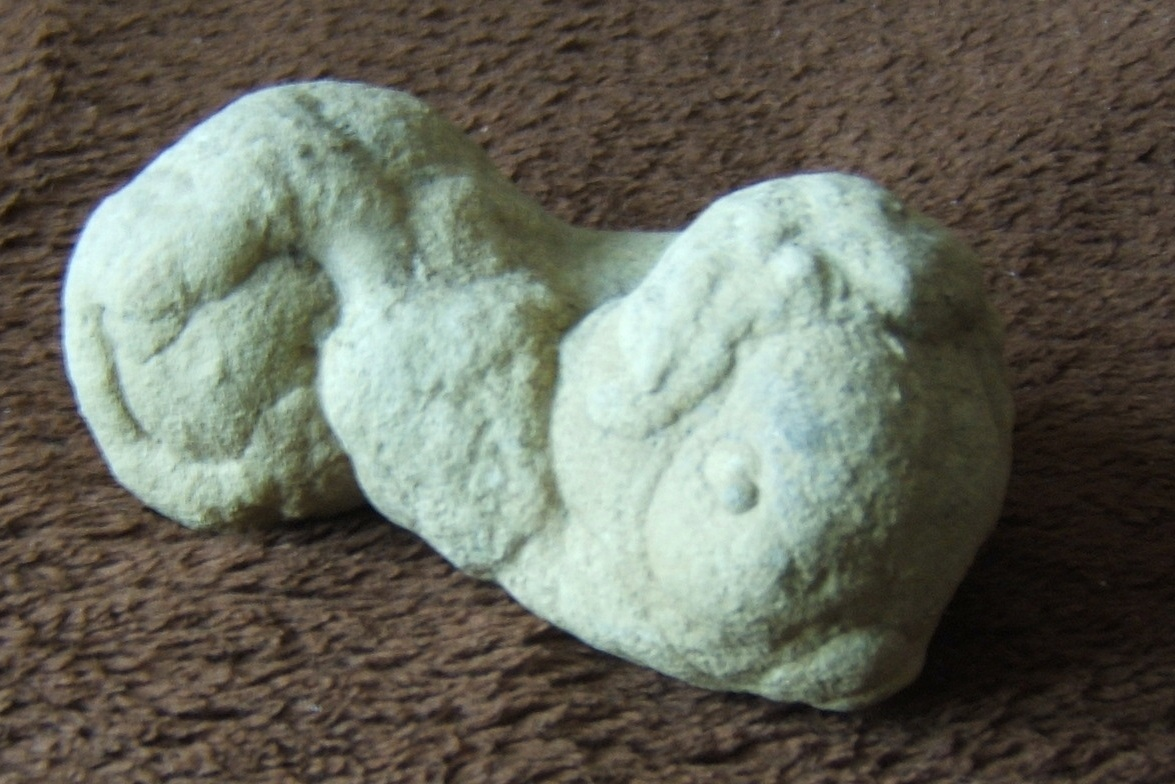
Egy löszbaba a somogyi Simonfáról

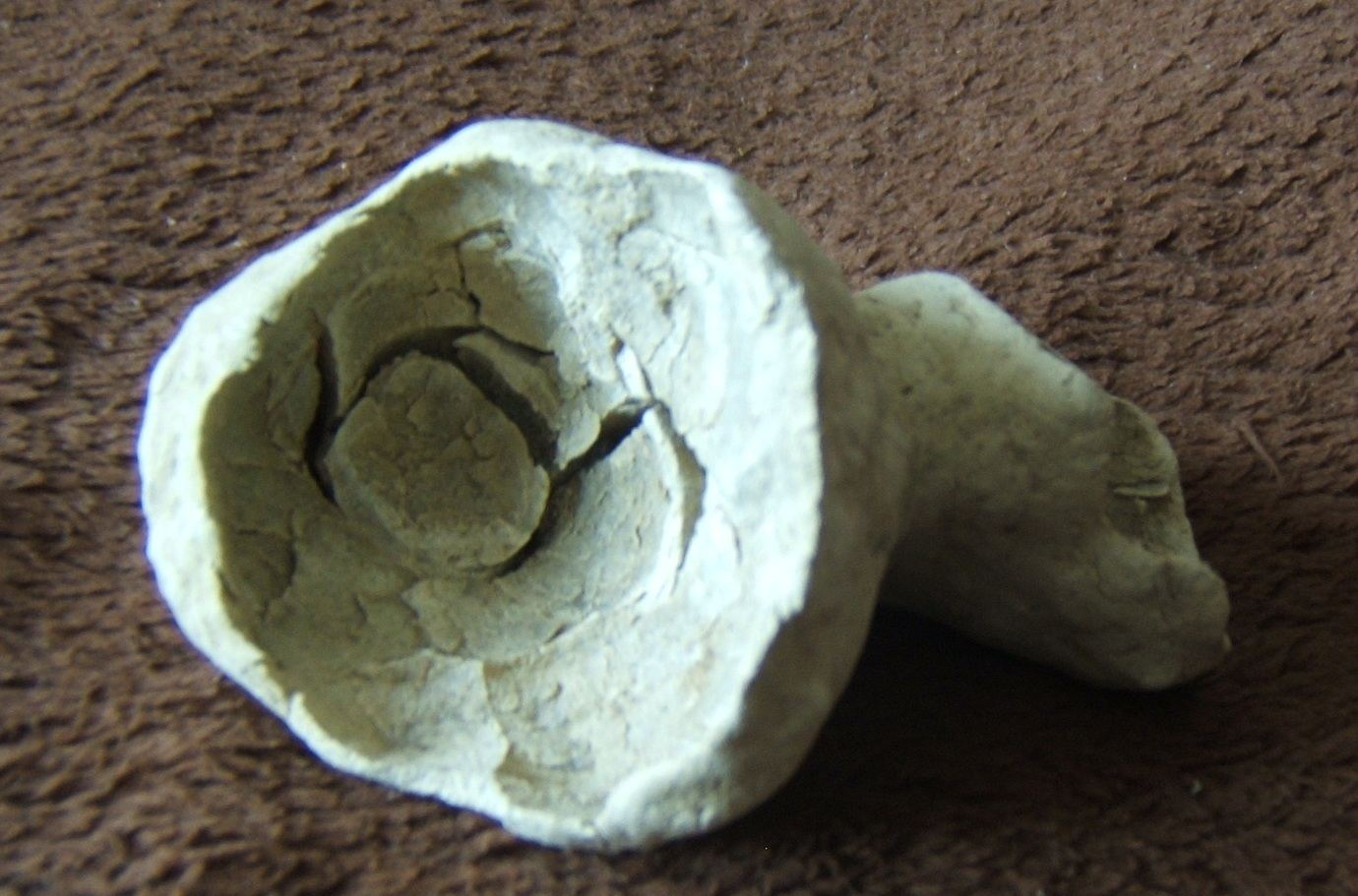
Egy üreges löszbaba belseje (Döbrököz, Tolna vármegye)

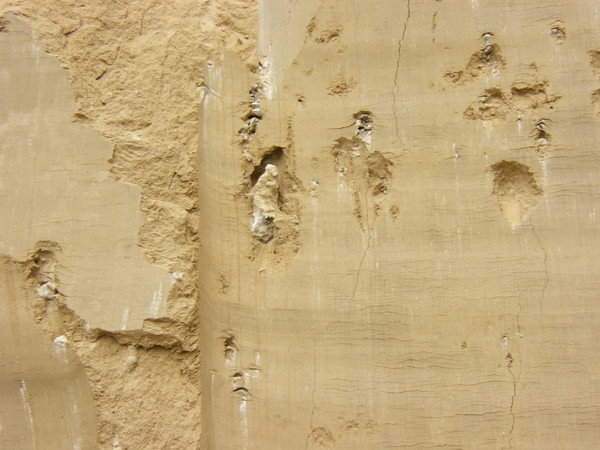
Löszbaba a frissen legyalult löszfalban (Szenna, Somogy vármegye)

A löszbabák a löszben keletkező mészkonkréciók. Méretük igen apró is lehet, de akár 30 cm-es példányok is előfordulnak. Igen változatos formájúak, legtöbbször gömbölydedek, gyakran elágazók, babára hasonlítóak, innen kapták nevüket.

## Keletkezésük
A lösz száraz éghajlaton a növényzetre rárakódó, 0,02-0,05 mm szemcseméretű szálló porból keletkező üledékes kőzet, jelentős mésztartalommal. Ha egy löszös területen az éghajlat nedvesebbé válik, a cseppkőképződéshez hasonló folyamat játszódik le: az esővíz a levegő szén-dioxidjának segítségével a kalcium-karbonátot feloldja (kalcium-hidrogén-karbonát keletkezik), ezt lassan bemossa a mélyebb rétegekbe, ahol a mész újra kiválik és konkréciókat hoz létre: ezek a löszbabák. Sokszor a kiválás a löszben található üregek falán kezdődik meg, emiatt maguk a löszbabák gyakran üregesek lesznek, a belsejükben található törmelék pedig akár azt is eredményezheti, hogy megrázva a babát az csörgő hangot ad.

## Előfordulásuk
Magyarország területének mintegy harmadát borítja lösz, itt a talaj mélyén mindenhol előfordulnak löszbabák, de csak löszfalak, löszmélyutak oldalában kerülnek felszínre. A leomló löszfalak belsejében rejtőző babákat az esővíz a dombok lábához is legörgeti. Különösen Külső-Somogy és Tolna vármegye bővelkedik a löszbabák lelőhelyeiben, de hegységeinkben, így pl. a Keleti-Bakonyban is előfordul: itt még egy barlangot (Löszbabák-barlangja) is elneveztek róluk. A 25 méter hosszú, 12 m mély, védett barlang sajnos beomlott, jelenleg nem látogatható. Néhány löszbabákban bővelkedő helyszín:
- Zselic[5] (lásd: 1. és 3. kép)
- Andocs,[6] Külső-Somogy[7]
- Paksi löszfal[8]
- Dunaföldvári löszfal[9]
- Döbröközi Öreghegy[10] (lásd: 2. kép)
- Mászlonypusztai löszkitermelés[10]
- Szekszárdi szurdikok[10]
- Telecskai-dombság (Madaras, Katymár)[11]
- Pocsaj, homokbánya[12]
- Zsámbék, Szent Norbert tanösvény[13]